# Satellite Beach (Floride)
Satellite Beach est une ville de Floride, située dans le comté de Brevard.

## Histoire
Le nom de la commune vient de la NASA car entre 1950 et 1970, la partie de la mer de la commune servait à la réception des satellites en mer.

## Géographie
Satellite Beach se situe en face de l'océan à l'est et l'Indian River à l'ouest.

## Personnalités liées à la commune
- Vanessa Baden, actrice
- Alexander R. Bolling, Général durant la Seconde Guerre mondiale, commandant de la 84e division d'infanterie américaine.
- David Max Eichhorn, philosophe[1],[2]
- Larry Guarino (en), prisonnier de guerre durant la guerre du Viêt Nam
- Damien Hobgood, surfeur
- Ryan Ludwick, baseball
- Leonard Weaver, football américain
- Ashlynn Harris, football (soccer)
- Buzz Aldrin, militaire, pilote d'essai, astronaute et ingénieur américain.

## Climat
| Mois                              | jan. | fév. | mars | avril | mai   | juin  | jui.  | août  | sep.  | oct.  | nov. | déc. | année   |
| --------------------------------- | ---- | ---- | ---- | ----- | ----- | ----- | ----- | ----- | ----- | ----- | ---- | ---- | ------- |
| Température minimale moyenne (°C) | 10   | 11   | 13   | 16    | 19    | 22    | 22    | 23    | 22    | 19    | 16   | 12   | 17,1    |
| Température maximale moyenne (°C) | 22   | 23   | 25   | 27    | 29    | 32    | 33    | 32    | 31    | 28    | 26   | 23   | 27,6    |
| Précipitations (mm)               | 63   | 63,2 | 74,2 | 52,8  | 100,1 | 148,1 | 136,7 | 146,8 | 182,9 | 120,9 | 79,2 | 58,7 | 1 226,6 |

| Diagramme climatique                                  |          |          |          |           |           |           |           |           |           |          |          |
| J                                                     | F        | M        | A        | M         | J         | J         | A         | S         | O         | N        | D        |
| 221063                                                | 231163,2 | 251374,2 | 271652,8 | 2919100,1 | 3222148,1 | 3322136,7 | 3223146,8 | 3122182,9 | 2819120,9 | 261679,2 | 231258,7 |
| Moyennes : • Temp. maxi et mini °C • Précipitation mm |          |          |          |           |           |           |           |           |           |          |          |

| 1960 | 1970  | 1980  | 1990  | 2000  | 2010   |
| ---- | ----- | ----- | ----- | ----- | ------ |
| 825  | 6 558 | 9 163 | 9 889 | 9 577 | 10 109 |